# Eynhallow
Eynhallow (óészaki: Eyinhelga) egy kis, jelenleg lakatlan sziget, az Orkney-szigetek része, nem messze Skócia északi részétől.

## Földrajz
Eynhallow sziget Eynhallow Sound Mainland, Orkney és Rousay között. A sziget területe 75 hektár. Egy meg nem nevezett sérsziget található mintegy 100 méterre a sziget északkeleti részétől, Fint Sound által elválasztva. 
Nincs kompjárat a szigetre, bár az Orkney Heritage Society szervez rá kirándulóutat minden év júliusában. Egyébként a látogatók kell gondoskodjanak saját szállításukról a szigetre, például privát helyi hajót bérelve. A partra szállás problémás lehet, mert erős az árapály-ingadozás.

## Történelem

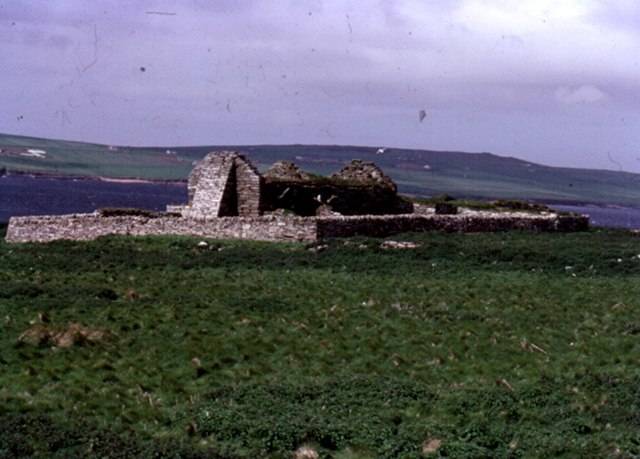
A romos kápolna Eynhallow-on

A sziget fő vonzereje az Eynhallow Church, amely a tizenkettedik században vagy korábban épült, valószínűleg eredetileg egy kolostor része volt. Az oldal fenntartója a  Historic Scotland.
1841-ben még éltek emberek a szigeten (mindössze huszonhatan), tíz évvel később azonban egy rejtélyes járvány miatt a sziget tulajdonosa elküldte a bérlőket, és lerombolta a házaikat. A sziget most egy madárrezervátum.
Egy ősi legenda szerint Eynhallow két világ határán található, és alapvetően a finfolk nevezetű népség lakja, ezek az emberszerű tengeri szörnyek, akik változtatni tudják az alakjukat, sőt láthatatlanná is tudnak válni. Főként így sikerül nekik asszonyokat és férfiakat rabolni az emberek közül, akiket házastársukká tesznek, és életük végéig rabszolgájukként kezelnek.

## Fordítás
- Ez a szócikk részben vagy egészben  az   Eynhallow című angol Wikipédia-szócikk ezen változatának fordításán alapul.  Az eredeti cikk szerkesztőit annak laptörténete sorolja fel. Ez a jelzés csupán a megfogalmazás eredetét és a szerzői jogokat jelzi, nem szolgál a cikkben szereplő információk forrásmegjelöléseként.